# العقلة (الزلفي)
بلدة العقلة الأثرية هي إحدى قرى مقاطعة الروضة في محافظة الزلفي بمنطقة الرياض في المملكة العربية السعودية تقع في الجنوب الغربي من المقاطعة على سفاح صحراء النفود تعد من أهم قرى المحافظة الأثرية ومن المعالم الأثرية الباقية بالمحافظة.